# مطار الشعيرات العسكري
مطار الشعيرات هو مطار عسكري يقع قرب قرية الشعيرات في شرق محافظة حمص، ويعتبر المطار الأساسي لطائرات السوخوي 22. يحتوي على 40 حظيرة اسمنتية، ومدرجي إقلاع بطول 3 كيلومتر، بالإضافة لدفاعات جوية من طراز سام 6. وتتمركز فيه قيادة الفرقة الثانية في الجيش السوري.

## الهجوم الأمريكي على المطار
في 7 نيسان 2017، قامت الولايات المتحدة بأمر الرئيس دونالد ترامب بقصف المطار بـ 59 صاروخ توماهوك ردا على الهجوم الكيميائي على خان شيخون الذي يُعتقد أنه تم عن طريق طائرة سو22 ام 4 انطلقت من المطار. وأصيب المطار بأضرار كبيرة بالارواح والعتاد حيث قتل 6 جنود سوريين وتم تدمير 9 طائرات مع أضرار مادية هائلة أخرجته عن الخدمة حالياً.